# Man gewöhnt sich so schnell an das Schöne
Chansons représentant l'Allemagne au Concours Eurovision de la chanson
Marcel
(1963) Paradies, wo bist du?
(1965)
Man gewöhnt sich so schnell an das Schöne (en français : Comme on s'habitue rapidement aux jolies choses) est la chanson représentant l'Allemagne (de l'Ouest) au Concours Eurovision de la chanson 1964. Elle est interprétée par Nora Nova et dirigée par Willy Berking.
Elle est intégralement interprétée en allemand, langue nationale, comme le veut la coutume avant 1966.
Il s'agit de la neuvième chanson interprétée lors de la soirée, après Matt Monro qui représentait le Royaume-Uni avec I Love the Little Things et avant Romuald qui représentait Monaco avec Où sont-elles passées ?. À l'issue du vote, elle n'a obtenu aucun point, se classant 13e à égalité sur 16 chansons,.

## Chanson
La chanson est composée par Rudi von der Dovenmühle et écrite par Nils Nobach (de). Son sujet est une relation qui passe finalement.

## Histoire
Elle est à la fois un échec au niveau des ventes (elle n'intègre pas le classement) et au concours. À Copenhague, la chanson n'obtient aucun point, tout comme le Portugal (Oração), la Yougoslavie (Život je sklopio krug) et la Suisse (I miei pensieri).
Le diffuseur du pays hôte, Danmarks Radio, garde sous clé les enregistrements vidéo du concours, à cause d'un incident (un homme s'est introduit sur le plateau durant le relais entre les participants belge et italien et a crié « À bas Franco ! à bas Salazar ! »), il n'existe aucun enregistrement en direct de la performance.
En outre, la chanson a le titre le plus long de l'histoire du Concours Eurovision de la chanson.

## Source de la traduction
- (de) Cet article est partiellement ou en totalité issu de l’article de Wikipédia en allemand intitulé « Man gewöhnt sich so schnell an das Schöne » (voir la liste des auteurs).